# Микуш, Шандор

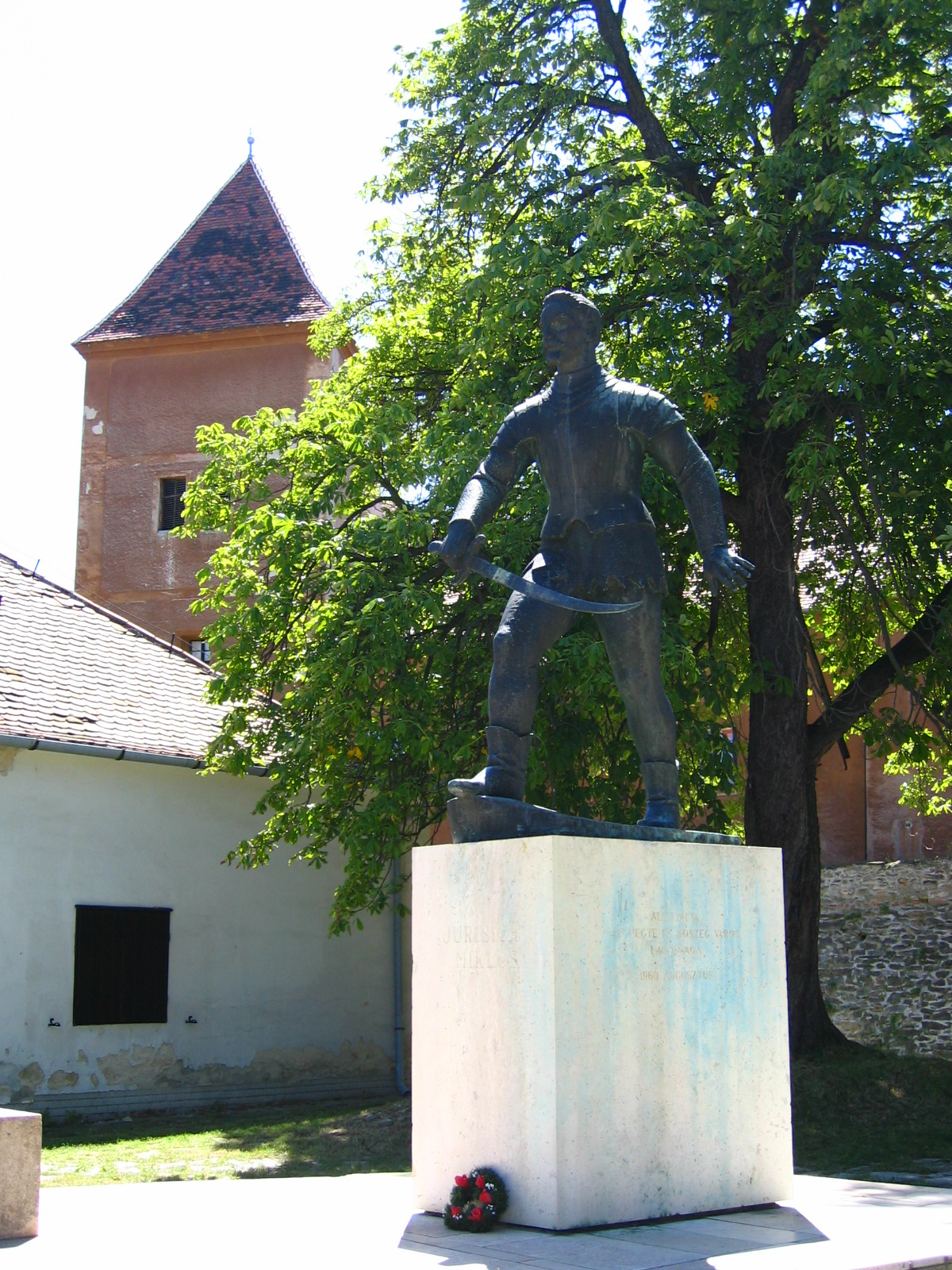
Памятник Николе Джуришичу

Шандор Микуш (венг. Sándor Mikus; 11 августа 1903 — 17 сентября 1982, Будапешт) — венгерский скульптор.

## Творчество
Скульптор является автором работ:
- Двухметровая статуя из бронзы «Борьба» («Женщина со змеей», 1950),
- Памятник Сталину в Будапеште,
- Памятник Николе Джуришичу (венг. Jurisics Miklós) (1963),
- Памятник Миклошу Штейнмецу (посмертно награждён орденом Отечественной войны I степени, похоронен с воинскими почестями сначала на главной площади села Эчер, в 1949 году останки были перенесены на развилку шоссе, на то место, где он был вероломно убит. У могилы высится величественный монумент, изображающий капитана.)